# پیتون جیکوبسون
پیتون جیکوبسون (به انگلیسی: Payton Jacobson،  زادهٔ ۱۲ سپتامبر ۲۰۰۲) یک کشتی‌گیر فرنگی‌کار اهل کشور ایالات متحده آمریکا است. وی سابقه حضور در المپیک ۲۰۲۴ پاریس را دارد.